# 스피큘

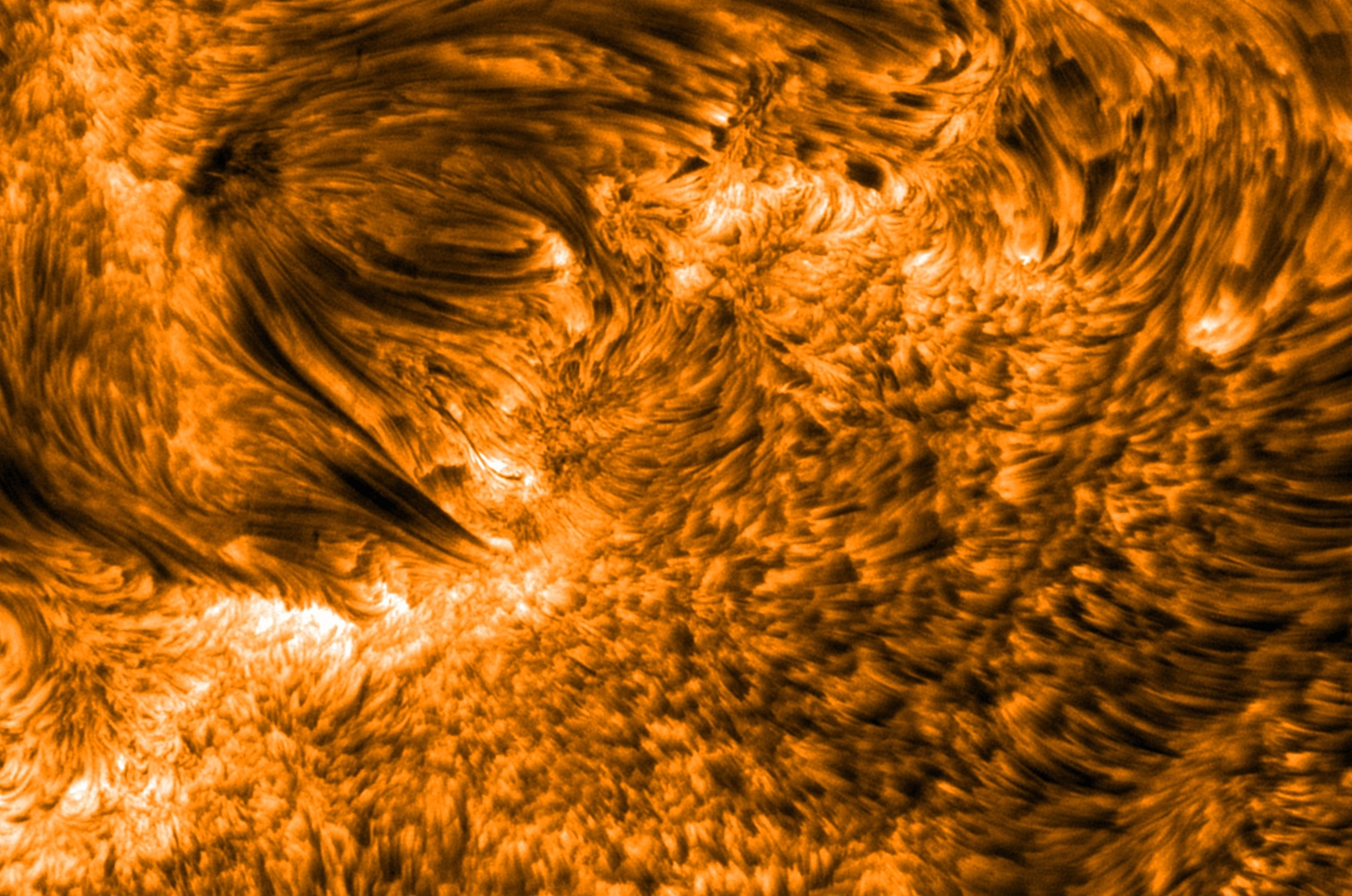

스피큘(영어: Spicule)은 태양에 존재하는 직경 약 500km의 활동적인 제트 기체이다. 스피큘은 광구로부터 20km/s 정도의 속도로 위로 솟구쳐 오른다. 스피큘은 1877년 로마 바티칸 천문대의 안젤로 세치 신부에 의해 발견되었다. 채층은 스피큘만으로 이루어져 있다.
스피큘은 대략 5~10분 정도 지속된다. 태양의 가장자리에 있는 스피큘의 경우는 마치 가늘게 뻗어나와있는 실처럼 보인다. 스피큘은 대개 고자기다발의 영역과 관련 있으며, 질량다발은 태양풍에 비해 100배 정도의 수치이다.
한번에 태양에서 10000에서 70000에 달하는 활동적인 스피큘이 생긴다. 개개의 스피큘은 일반적으로 광구위의 3000-10000km의 고도에까지 도달한다.

## 원인
캘리포니아주 팔로 알토의 록히드 마틴 태양 우주물리 연구소의 바트 드 폰티유와 영국 셰필드 대학의 로버트 에르델류와 제임스 P.스튜어트는 2004년 스피큘이 태양 표면의 P모드 진동의 결과로 생긴다는 가설을 세웠다. P모드 진동은 수백 m/s의 속도로 태양 표면이 상승하고 하강하는 약 5분간의 음파이다. 수직에서 기울어진 자기다발관은 상승하는 물질을 집중하고 안내하여 태양 대기로 보내 스피큘을 형성한다. 그러나 태양 물리학자 사이에는 이러한 설명에 관해 반론도 있다.